# Monetazione degli Antonini

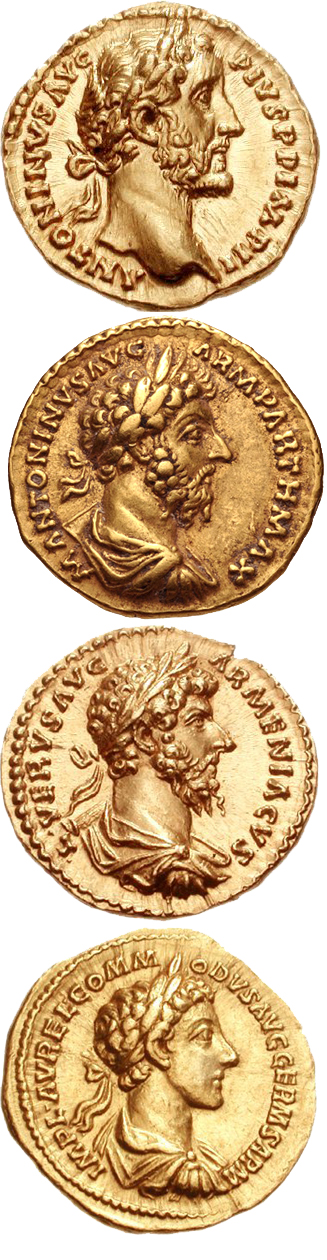
Aurei della dinastia degli Antonini: in alto Antonino Pio, sotto Marco Aurelio, Lucio Vero e Commodo.

Per monetazione degli Antonini si intende l'insieme delle monete emesse da Roma durante il principato dei quattro Imperatori della dinastia degli Antonini, succeduti ad Adriano: Antonino Pio, sotto Marco Aurelio, Lucio Vero e Commodo (dal 138 al 192).

## Antonino Pio

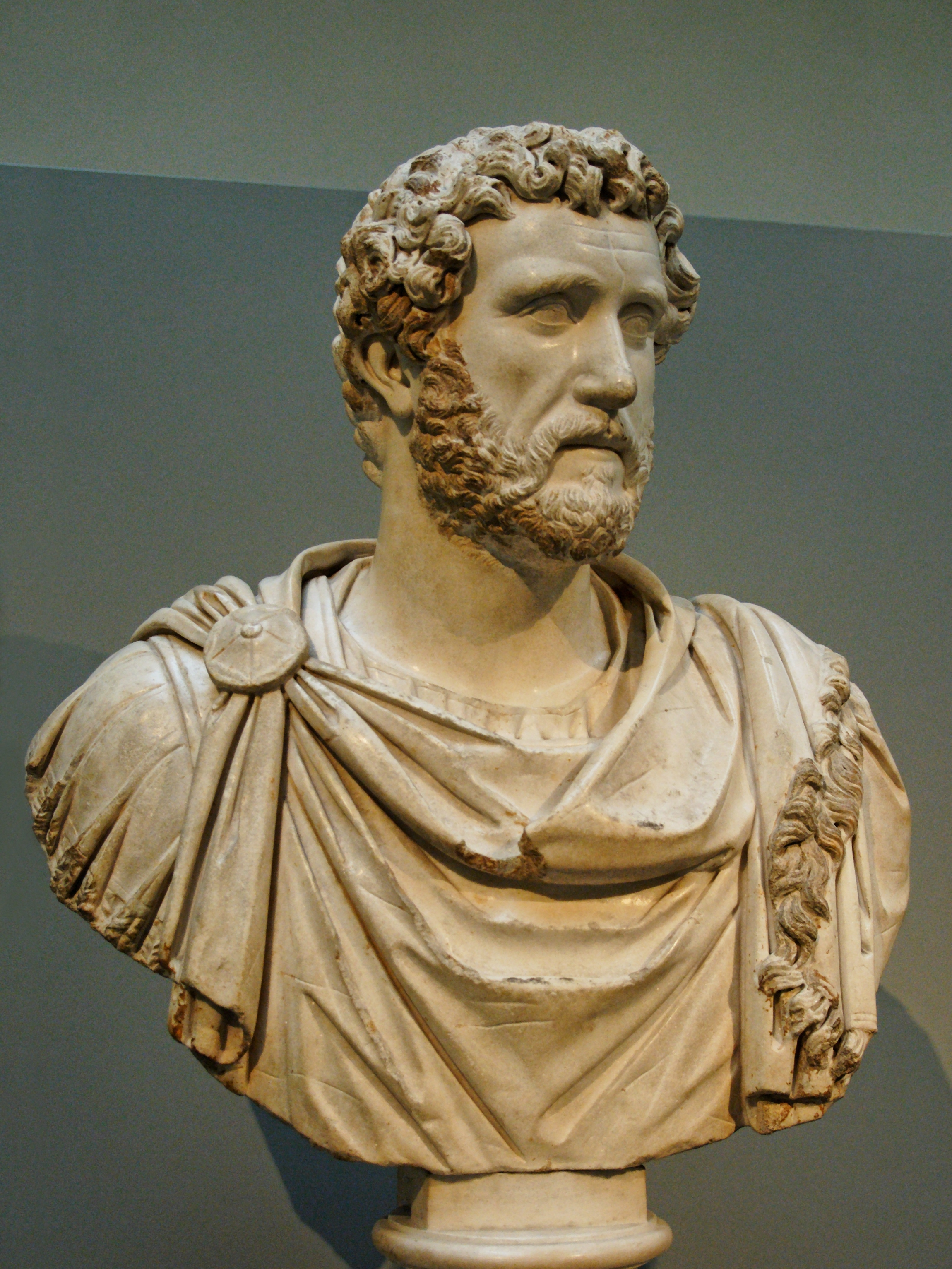
Antonino Pio, primo princeps della dinastia degli Antonini.

Antonino Pio (138-161), capostipite della Dinastia degli Antonini, continuò la politica pacifica del predecessore, fu un saggio amministratore e riconfermò al senato le prerogative passate, tanto da meritarsi l'appellativo di Pio.
| Titolatura imperiale  | Numero di volte | Datazione evento                                                                                                  |
| --------------------- | --------------- | --- |
| Tribunicia potestas   | 24 anni:        | la prima al momento dell'assunzione del trono, rinnovata annualmente ogni 10 dicembre dal 138 al 161.             |
| Consolato             | 4 volte:        | nel 120, 139, 140 e 145.                                                                                          |
| Titoli vittoriosi     |                 | Germanicus nel 140/144 o nel 150 (?) e Dacicus nel 156/157                                                        |
| Salutatio imperatoria | 2 volte:        | la prima al momento della assunzione del potere imperiale nel 138 e la 2° nel 145 dopo una vittoria in Britannia. |
| Altri titoli          |                 | Pius e Pontifex Maximus nel 138; Pater Patriae nel 139.                                                           |

### Tematiche principali

#### Famiglia imperiale e successione
| Famiglia imperiale | Famiglia imperiale | Famiglia imperiale                                                                | Famiglia imperiale | Famiglia imperiale | Famiglia imperiale                          | Famiglia imperiale                         |
| Immagine           | Valore             | Dritto                                                                            | Rovescio | Datazione          | Peso; diametro                              | Catalogazione                              |
| ------------------ | ------------------ | --------------------------------------------------------------------------------- | --- | ------------------ | ------------------------------------------- | ------------------------------------------ |
|                    | denario            | ANTONINUS AUG PI-US PP TR P COS III, testa laureata di Antonino Pio verso destra; | AURELIUS CAES-AR AUG PIUS (?) COS, testa del giovane figlio adottivo, Marco Aurelio, verso destra.                                                    | 140-144            | 18 mm, 3.38 gr, 1 h (zecca di Roma antica); | RIC Antoninus Pius, III 417a; RSC 15.      |
|                    | denario            | DIVA FAUSTINA, testa con drappeggio di Faustina maggiore verso destra;            | [...] DIV FAUSTINAE, il tempio dedicato a Faustina e poi ad Antonino Pio, a sei colonne, all'interno del quale è seduta Faustina.                     | 146-161            | 18 mm, 3.40 gr, 6 h (zecca di Roma antica); | RIC Antoninus Pius, III 343 (Pius); RSC 1. |
|                    | sesterzio          | AVRELIVS CAESAR ANTONINI AVG PII FIL, testa verso destra;                         | TR POT V-I COS II, VIR-TVS e S-C ai lati, la dea Virtus in piedi verso sinistra, tiene una spada nella guaina ed una lancia puntata verso il terreno. | 152-153            | 24.62 g (zecca di Roma antica);             | RIC Antoninus Pius, III 343 (Pius); RSC 1. |

#### Campagne militari e politica estera
Salito al trono nel 138, Antonino Pio fu costretto a cambiare la politica di contenimento del predecessore Adriano, inviando in Britannia un uomo esperto d'armi come Quinto Lollio Urbico (già verso la fine di quello stesso anno). Le campagne militari che ne seguirono spostarono i confini imperiali più a nord, fino in Caledonia (a nord del vallo di Adriano), e durarono dal 139 al 142. Queste operazioni comportarono l'occupazione dei territori poco a nord del vallo Antonino fino al 155/157 e poi ancora dal 158 al 163/164 in due differenti fasi interrotte da un breve periodo di relativa pace.
Negli anni 155-156 vi fu poi una guerra in Dacia, probabilmente nella pianura della Valacchia.
| Campagne militari | Campagne militari | Campagne militari                                                                   | Campagne militari | Campagne militari                                                                          | Campagne militari | Campagne militari                                                                       |
| Immagine          | Valore            | Dritto                                                                              | Rovescio | Datazione                                                                                  | Peso; diametro    | Catalogazione                                                                           |
| ----------------- | ----------------- | ----------------------------------------------------------------------------------- | --- | ------------------------------------------------------------------------------------------ | ----------------- | --------------------------------------------------------------------------------------- |
|                   | sesterzio         | ANTONINUS AVG PI US P P TR P COS III, testa laureata di Antonino Pio verso destra;  | BRITANNIA S C (in basso), la BRITANNIA seduta su delle rocce, tiene in mano stendardi militari ed una lancia, alle spalle uno scudo.     | 143/144                                                                                    | 20.14 gr;         | Roman Imperial Coinage, Antoninus Pius, III, 742.                                       |
|                   | Asse              | AD ANTONINUS AVG PI US P P TR P XVIII, testa laureata di Antonino Pio verso destra; | BRITANNIA COS III S C (in basso), la BRITANNIA seduta sulle rocce si riposa, un vessillo ed uno scudo di fronte a lei.                   | 154                                                                                        | 9.71 gr;          | Roman Imperial Coinage, Antoninus Pius, III, 934.                                       |
|                   | Aureo             | ANTONINVS AVG PIVS P P IMP II, testa laureata di Antonino Pio verso destra;         | POT X-X COS IIII, la Vittoria che avanza verso sinistra, tiene una corona nella mano destra ed una palma appoggiata al braccio sinistro. | 156/157, al termine della capange nei territori dei Daci liberi, oltre il limes danubiano. | 7.39 g, 5 h;      | Roman Imperial Coinage, Antoninus Pius, III 266a; Strack 316; Calicó 1675; BMCRE 887-8. |

Riguardo alla politica estera di alleanze con i vicini regni "clienti", vale la pena citare un passo della Historia Augusta per capire quali rapporti avesse Antonino Pio con i numerosi regni "clienti" del periodo:
(Historia Augusta, Vita di Antonino Pio, IX.)
Pose infine sul trono del vicino popolo "cliente" dei Quadi, a nord della Pannonia superiore ed inferiore un nuovo re filo-romano, dopo una nuova serie di campagne militari condotte da un certo Tito Aterio Nepote, il quale ottenne gli ornamenta triumphalia per questi nuovi successi, tanto che attorno al 142, fu emessa una nuova moneta che celebrava "Rex Quadi datus".
| Regni "clienti" | Regni "clienti" | Regni "clienti"                                                                                | Regni "clienti" | Regni "clienti" | Regni "clienti"        | Regni "clienti"                                   |
| Immagine        | Valore          | Dritto                                                                                         | Rovescio | Datazione       | Peso; diametro         | Catalogazione                                     |
| --------------- | --------------- | ---------------------------------------------------------------------------------------------- | --- | --------------- | ---------------------- | ------------------------------------------------- |
|                 | sesterzio       | ANTONINUS AVG PI US P P TR P COS III, testa laureata di Antonino Pio verso destra;             | REX ARMENIIS DATVS, Antonino Pio che in piedi sulla destra tiene una corona sulla testa del re d'Armenia (sulla sinistra).        | 141/143         | 30 mm, 26.62 gr;       | Roman Imperial Coinage, Antoninus Pius, III, 619. |
|                 | sesterzio       | ANTONINUS AUG PIUS PP TRP COS III, testa laureata di Antonino Pio verso destra con drappeggio; | REX QVADIS DATVS, Antonino Pio in piedi a sinistra, dona un diadema al re dei Quadi che gli sta di fronte a destra;S C in esergo. | 143             | 33 mm, 24.36 gr, 12 h; | Roman Imperial Coinage, Antoninus Pius, III, 619. |

#### Disposizioni amministrative e fiscali
Antonino Pio fece dono al popolo ed all'esercito di una somma a noi sconosciuta, oltre a donare alimenti ai fanciulli più bisognosi, per onorare la moglie Faustina maggiore. E durante un successivo congiarium (nel 145), furono donati a ciascun abitante di Roma 100 denari (pari a 400 sesterzi), per celebrare il matrimonio tra la figlia Annia Faustina ed il futuro erede al principato, Marco Aurelio. Si racconta che alla morte della moglie Faustina, Antonino la divinizzò e le intitolò un nuovo alimenta, il Puellae Faustinae, e un tempio nel Foro Romano, diventato dopo la morte dello stesso nel 161, il tempio di Antonino e Faustina.
| Congiaria e liberalitas | Congiaria e liberalitas | Congiaria e liberalitas                                                          | Congiaria e liberalitas | Congiaria e liberalitas | Congiaria e liberalitas                     | Congiaria e liberalitas                                                  |
| Immagine                | Valore                  | Dritto                                                                           | Rovescio | Datazione               | Peso; diametro                              | Catalogazione                                                            |
| ----------------------- | ----------------------- | -------------------------------------------------------------------------------- | --- | ----------------------- | ------------------------------------------- | ------------------------------------------------------------------------ |
|                         | denario                 | DIVA AVG FAUSTINA, testa di Faustina maggiore verso destra, busto condrappeggio; | PVELLAE FAVSTINIANAE, seduta su un podio sulla sinistra, sporgendosi in avanti per dare un documento arrotolato verso la mano di una giovane ragazza che viene issata in alto da un uomo in piedi davanti alla piattaforma; una seconda a sinistra dietro la prima, con un secondo cittadino che si flette per sollevare la seconda ragazza al fine di presentarla ai funzionari. | 141-146                 | 17 mm, 2.88 gr, 7 h (zecca di Roma antica); | Roman Imperial Coinage, Antoninus Pius, III 399a (Pius); RSC 262.        |
|                         | sesterzio               | ANTONINUS AVG PI US P P TR P, testa laureata di Antonino Pio verso destra;       | COS IIII, Antonino Pio seduto a sinistra su una sedia curule su un podio, tende la mano ad una figura alla sua destra in segno di riceverla; la statua della Liberalitas in piedi a sinistra, tiene un abaco ed una cornucopia nella parte frontale; un ufficiale alle spalle dell'Imperatore tiene lo scettro; LIBERALITAS AVG IIII su due righe in esergo.                      | 145                     | 23.52 gr;                                   | Roman Imperial Coinage, Antoninus Pius, III 774; BMCRE 1690A; Cohen 498. |

#### Opere pubbliche
Antonino Pio eresse, prima in ricordo della moglie Faustina maggiore (morta nel 141), un tempio a lei dedicato nel Foro romano (oggi Chiesa di San Lorenzo in Miranda), e poi in onore del suo predecessore, l'imperatore Adriano (divinizzato dopo la sua morte), un tempio allo stesso dedicato nel 145, oggi in piazza di Pietra, nell'antica regione del Campo Marzio. Nel 147 questo imperatore provvedette alla costruzione di un nuovo ponte sul Tevere (o forse alla ristrutturazione del precedente ponte di Agrippa), prendendo probabilmente i nomi di ponte Aurelio (pons Aurelius) o ponte di Antonino (pons Antonini), riportati da fonti tarde. Antonino restaurò pesantemente anche il Tempio di Augusto.
Nel 161-162 i figli dell'Imperatore appena defunto, Antonino Pio, dedicarono al padre adottivo una colonna onoraria a lui dedicata ed alla moglie Faustina maggiore. Marco Aurelio e Lucio Vero scelsero come zona quella dove si era svolto l'Ustrinum Antoninorum, cioè la cremazione del corpo dell'imperatore. La colonna era fatta di granito rosso egiziano, non possedeva decorazioni sulla superficie del fusto e misurava 14.75 m in altezza. Alla sua sommità era posta una statua di Antonino Pio, come mostrato in una moneta con l'effigie dell'imperatore.
| Opere pubbliche | Opere pubbliche | Opere pubbliche                                                                    | Opere pubbliche | Opere pubbliche | Opere pubbliche                               | Opere pubbliche                                               |
| Immagine        | Valore          | Dritto                                                                             | Rovescio | Datazione       | Peso; diametro                                | Catalogazione                                                 |
| --------------- | --------------- | ---------------------------------------------------------------------------------- | --- | --------------- | --------------------------------------------- | ------------------------------------------------------------- |
|                 | sesterzio       | ANTONINUS AVG PI US P P TR P COS III, testa laureata di Antonino Pio verso destra; | ROMAE AETERNAE, tempio di Venere e Roma a dieci colonne, con statue sul tetto e ai lati; in esergo S C.               | 141/143         | 32 mm, 23.76 gr, 10 h (zecca di Roma antica); | Roman Imperial Coinage, Antoninus Pius, II 622.               |
|                 | sesterzio       | ANTONINVS AVG PIVS P P TR P XXII, testa laureata di Antonino Pio verso destra;     | TEMPLVM DIV AVG REST S-C, tempio di Augusto si intravedono le statue di Augusto e Livia Drusilla; COS IIII in esergo. | 159             | 24.41 gr, 12 h;                               | RIC III 1004; Strack 1167d; Banti 406; BMCRE 2063; Cohen 805. |
|                 | sesterzio       | DIVUS ANTONINUS, testa laureata di ... verso destra;                               | DIVO PIO S C, la Colonna di Antonino Pio, in cima la statua dell'Imperatore.                                          | 161             | 31 mm, 26.13 gr;                              | RIC III 1269 (M.Aurelius); BMCRE 880 (M.Aurelius); Cohen 354. |

## Marco Aurelio e Lucio Vero

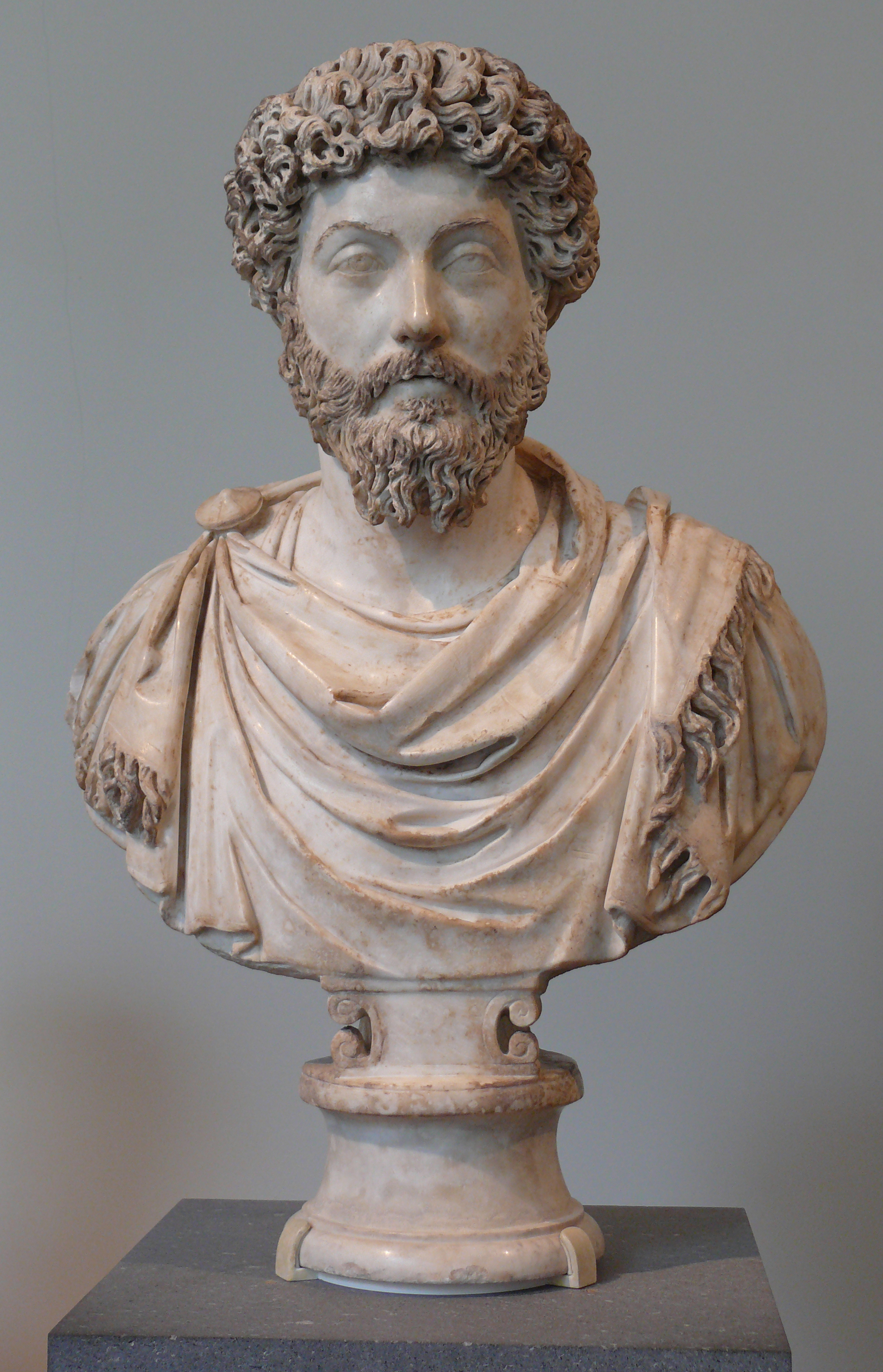
Marco Aurelio secondo princeps della dinastia degli Antonini.

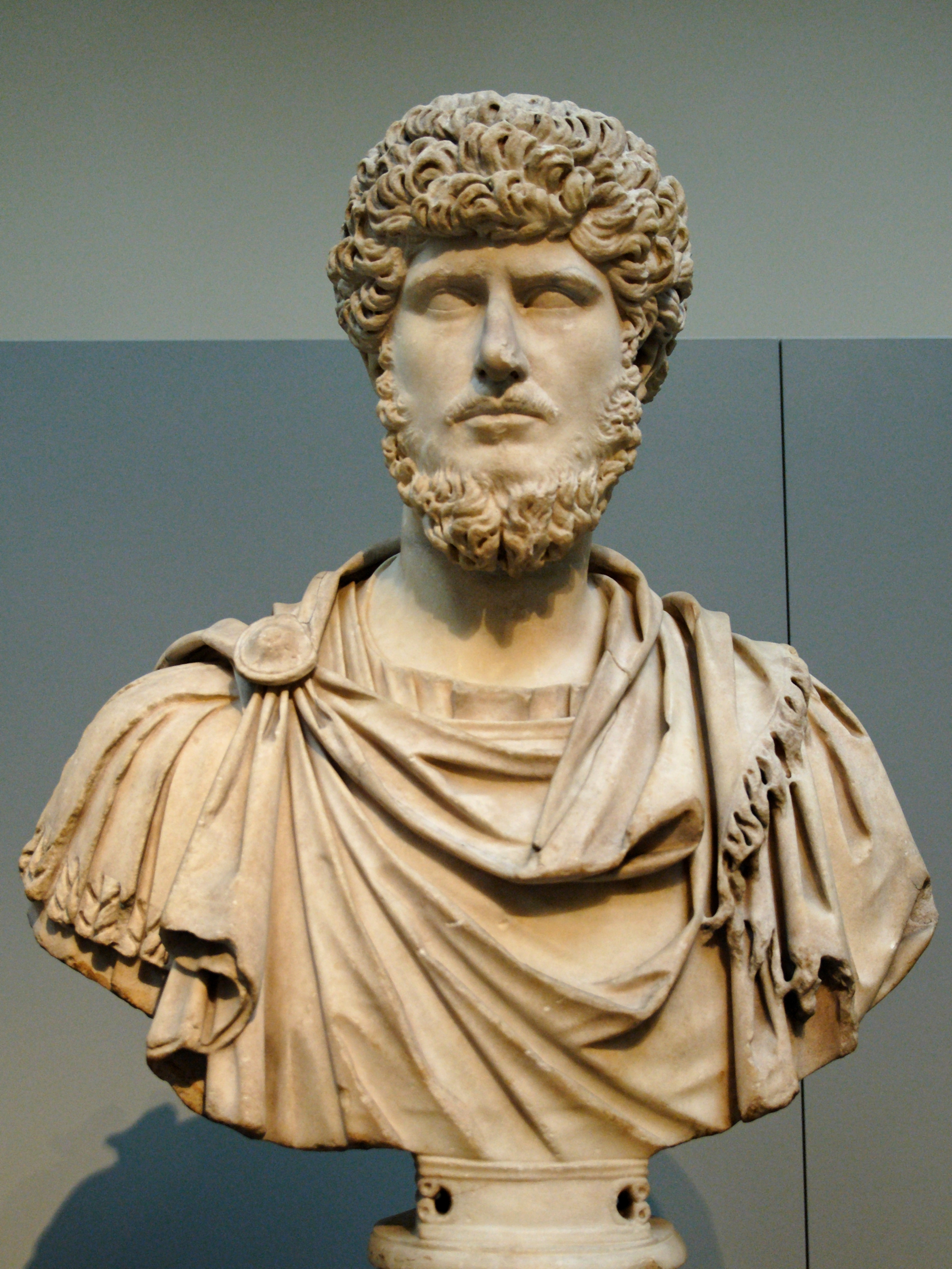
Lucio Vero, terzo princeps della dinastia degli Antonini.

Alla morte di Antonino Pio gli succedettero i figli adottivi, Marco Aurelio (161-180) e Lucio Vero, morto nel 169. 
Il periodo del regno dell'imperatore filosofo non fu felice come i precedenti: dal 162 al 165 vi fu una guerra contro i Parti, nel 166 scoppiò una violenta pestilenza che generò la morte di almeno 1/4 o 1/3 dell'intera popolazione dell'Impero romano, dal 167 al 175 le campagne contro Marcomanni, Quadi e Sarmati e la rivolta di Avidio Cassio in Oriente, misero a dura prova le finanze e l'Impero stesso. I prodromi della crisi che investì l'impero romano nel III secolo si fecero maggiormente sentire con la successione al trono di Commodo (180).
| Titolatura imperiale Marco Aurelio | Numero di volte                                                    | Datazione evento |
| ---------------------------------- | ------------------------------------------------------------------ | --- |
| Tribunicia potestas                | 23 anni (da solo) e 11 con Antonino Pio per un totale di 34 volte: | la prima volta (I) dal 1º dicembre del 146, rinnovata annualmente al 10 dicembre di ogni anno.                                                                 |
| Consolato                          | 3 volte:                                                           | nel 140, 145 e 161. |
| Titoli vittoriosi                  |                                                                    | Armeniacus nel 164, Medicus e Parthicus Maximus nel 166, Germanicus nel 172, Sarmaticus nel 175 (Sarmaticus maximus) e Germanicus maximus nel 179              |
| Salutatio imperatoria              | 10 volte:                                                          | I (al momento della assunzione del potere imperiale) nel 161, (II) nel 163, (III) 165, (IV) 166, (V) 167, (VI) 171, (VII) 174, (VIII) 175, (IX) 177 e (X) 179. |
| Altri titoli                       |                                                                    | Pater Patriae nel 166; Pontifex Maximus nel 161. |

| Titolatura imperiale Lucio Vero | Numero di volte | Datazione evento                                                                                       |
| ------------------------------- | --------------- | --- |
| Tribunicia potestas             | 9 anni:         | la prima volta (I) il 7 marzo del 161 e poi rinnovatagli al 10 dicembre di ogni anno.                  |
| Consolato                       | 3 volte:        | nel 154, 161 e 167.                                                                                    |
| Salutatio imperatoria           | 5 volte:        | I (al momento della assunzione del potere imperiale) nel 161, (II) nel 163, (III) 165, (IV) 166 e (V). |
| Titoli vittoriosi               |                 | Armeniacus nel 163, Parthicus Maximus nel 165 e Medicus nel 166.                                       |
| Altri titoli                    |                 | Pater Patriae nel 166.                                                                                 |

### Tematiche principali

#### Famiglia imperiale, concordia Augustorum e successione
Fin dalla sua ascesa al principato, Marco Aurelio ottenne dal Senato che Lucio Vero gli fosse associato su un piano di parità, con gli stessi titoli, ad eccezione del pontificato massimo che non si poteva dividere. La formula era innovativa: per la prima volta alla testa dell'impero vi era una collegialità. In teoria, i due fratelli avevano gli stessi poteri. In realtà, Marco Aurelio conservò sempre una preminenza che Vero non contestò.
In seguito alla morte del fratello Lucio (nel 169) e poi del tentativo di usurpazione al trono di Avidio Cassio in Oriente, Marco decise di associare al trono il figlio Commodo (fine del 176), come aveva fatto in precedenza con i fratello, tornando di fatto a formare una diarchia.
| Famiglia imperiale, concordia Augustorum e successione | Famiglia imperiale, concordia Augustorum e successione | Famiglia imperiale, concordia Augustorum e successione                                                                         | Famiglia imperiale, concordia Augustorum e successione | Famiglia imperiale, concordia Augustorum e successione | Famiglia imperiale, concordia Augustorum e successione | Famiglia imperiale, concordia Augustorum e successione                                         |
| Immagine                                               | Valore                                                 | Dritto | Rovescio | Datazione                                              | Peso; diametro                                         | Catalogazione                                                                                  |
| ------------------------------------------------------ | ------------------------------------------------------ | --- | --- | ------------------------------------------------------ | ------------------------------------------------------ | ---------------------------------------------------------------------------------------------- |
|                                                        | medaglione Æ                                           | IMP ANTONINVS AVG COS III (a sinistra), IMP VERVS AVG COS II (a destra), teste nude a confronto di Marco Aurelio e Lucio Vero; | Marco Aurelio e Lucio Vero, come i Dioscuri, in piedi uno di fronte all'altro, ognuno tiene un cavallo.                                                                                  | 161                                                    | 38 mm, 42.90 gr, 11 h;                                 | Gnecchi 6, pl. 71, 6 = MIR 1008-1/30-30; Banti 8.                                              |
|                                                        | sesterzio                                              | IMP CAES L AVREL VERVS AVG, testa nuda di Lucio Vero verso destra indossa un'egida, visto da dietro;                           | CONCORD AVGVSTOR(um) TR P, COS II in eserguo, S C ai lati, Marco Aurelio (a sinistra) e Lucio Vero (a destra) in piedi, uno di fronte all'altro si stringono le mani.                    | 161                                                    | 25.90 g;                                               | RIC Lucius Verus e Marcus, 1283; MIR 18, 16-16/11; Banti 18; BMCRE 857; Cohen 27.              |
|                                                        | aureo                                                  | FAVSTINA AVGVSTA, busto con drappeggio verso sinistra;                                                                         | FECVNDITA-TI AVGVSTAE, la Fecunditas (fertilità) seduta verso destra su una sedia, tiene un bambino sulle ginocchia, un altro è in piedi sulla sinistra ed un altro ancora sulla destra. | dopo il 161                                            | 17 mm, 7.37 g, 6 h;                                    | RIC III 682 (Aurelius); MIR 18, 13-2a; Calicó 2055 (this coin illustrated); BMCRE p. 399 note. |

#### Campagne militari in Oriente (162-166)
Nel 161, con la morte di Antonino Pio, il trono del Regno di Armenia (regno "cliente" di Roma) era divenuto vacante. A reclamarlo fu Soemo, un principe di Emesa che era pure senatore romano. Il re Vologase IV reagì sul finire dell'estate o gli inizi d'autunno, inviando in Armenia la propria cavalleria al comando del generale Osroe (Osrow), il quale inflisse una sconfitta ai Romani. Soemo fu deposto e dovette fuggire, mentre l'Armenia, in mano partica, ebbe un nuovo sovrano di nome Pacoro.
Il governatore della Cappadocia, Severiano, si mosse con l'esercito in Armenia, ma fu sconfitto ad Elegeia. Ottenuta l'iniziativa, i Parti attaccarono sia la Cappadocia che la Siria, sconfiggendo le guarnigioni locali, portando distruzione fin sotto le mura di Antiochia, distruggendo un'intera legione (si trattava forse della Legio VIIII Hispana) e conquistando la fortezza frontaliera di Edessa. I Parti furono accolti dalle popolazioni locali siriache e giudee come liberatori.
Le campagne militari che seguirono, condotte dal fratello di Marco Aurelio, Lucio Vero, portarono però all'annessione del regno all'impero romano insieme alla Mesopotamia settentrionale (162-166).
| Campagne militari in Oriente | Campagne militari in Oriente | Campagne militari in Oriente                                                                                  | Campagne militari in Oriente | Campagne militari in Oriente                                                    | Campagne militari in Oriente                | Campagne militari in Oriente                                                           |
| Immagine                     | Valore                       | Dritto | Rovescio | Datazione                                                                       | Peso; diametro                              | Catalogazione                                                                          |
| ---------------------------- | ---------------------------- | --- | --- | ------------------------------------------------------------------------------- | ------------------------------------------- | -------------------------------------------------------------------------------------- |
|                              | denario                      | L VERUS AVG Armeniacus, testa laureata di Lucio Vero verso destra;                                            | TR P III IMP II COS II ARMEN, l'Armenia è seduta girata verso sinistra (a testimonianza dell'occupazione romana). | coniato nel 163 dopo la prima campagna in Armenia;                              | 19 mm, 3.15 gr;                             | RIC Lucius Verus, III, 501; MIR 18, 62-14/10; RSC 6.                                   |
|                              | sesterzio                    | L AUREL VERUS • AVG Armeniacus, testa laureata di Lucio Vero verso destra, con corazza;                       | TR P IIII IMP II COS II, Lucio Vero seduto verso sinistra su una sedia curule appoggiata su una piccola piattaforma, la mano sinistra è appoggiata al parazonium, la mano destra protesa per porre il diadema regale sulla testa del re Soemo, il quale si trova di fronte alla piattaforma e solleva le sue mani per ricevere il diadema; sullo sfondo sulla piattaforma, un ufficiale in piedi sulla destra, tiene una lancia e due ufficiali sulla sinistra. | coniato nel 164 dopo la seconda campagna contro i Parti (zecca di Roma antica); | 24.55 g, 11 h;                              | RIC III 1371 (Aurelius); MIR 18, 92-16/35; Banti 98.                                   |
|                              | aureo                        | • L • VERVS AVG Armeniacus, testa laureata di Lucio Vero verso destra con corazza;                            | TR P IIII IMP II COS II, Vittoria in piedi a destra, con foglia di palma che pone uno scudo con la legenda VIC(toria)/PAR(tica) (su due linee) su un albero di palma. | coniato nel 164 dopo la seconda campagna contro i Parti (zecca di Roma antica); | 7.32 gr, 6 h;                               | RIC Lucius Verus, III 525; MIR 18, 94-12/37; Calicó 2177; BMCRE 297/295.               |
|                              | denario                      | ANTONINVS AVG Armeniacus, testa laureata di Marco Aurelio verso destra;                                       | PM TR P XVIII IMP II COS III, Marte in piedi verso destra, tiene una lancia riversa ed uno scudo appoggiato a terra. | coniato nel 164;                                                                | 17 mm, 3.36 gr, 6 h (zecca di Roma antica); | RIC Marcus Aurelius, III 92; MIR 18, 88-4/30; RSC 469.                                 |
|                              | sesterzio                    | [parte illeggibile] PARTH MAX, testa laureata di Lucio Vero verso destra in uniforme militare (paludamentum); | [parte illeggibile] IMP III COS II, trofeo con a fianco la Partia seduta su alcuni scudi. | coniato nel 165 dopo l'occupazione della capitale dei Parti, Ctesifonte;        | 21.11 gr;                                   | RIC Lucius Verus, III, 1430. MIR 18, 114-16/35; BMCRE 1274 note (Aurelius); Cohen 191. |
|                              | sesterzio                    | L VERUS AUG ARM PARTH MAX, testa laureata di Lucio Vero verso destra;                                         | TR P V IMP III COS II, un prigioniero dei Parti seduto, legato ad un trofeo (al centro), delle armi alla sua destra; S C ai lati. | coniato nel 165 dopo l'occupazione della capitale dei Parti, Ctesifonte;        | 32 mm, 22.35 gr;                            | RIC Lucius Verus, III, 1433.                                                           |
|                              | denario                      | M ANTONINVS AVG ARM PARTH MAX, testa laureata di Marco Aurelio verso destra;                                  | TR P XX IMP IIII COS III, Vittoria stante a destra, con foglia di palma che pone uno scudo con la legenda VIC(toria)/PAR(tica) (su due linee) su un albero di palma. | coniato nel 165/166;                                                            | 3.46 gr;                                    | RIC Marcus Aurelius, III 163; BMCRE 406; RSC 878.                                      |
|                              | denario                      | L VERVS AVG ARM PARTH MAX, testa laureata di Lucio Vero verso destra;                                         | TRP VII IMP IIII COS II, Vittoria stante a destra, con foglia di palma che pone uno scudo con la legenda VIC(toria)/PAR(tica) (su due linee) su un albero di palma. | coniato nel 166 dopo la vittoria sui Parti;                                     | 20 mm, 3.42 gr;                             | RIC Lucius Verus, III, 566.                                                            |
|                              | medaglione Æ                 | L VERVS AVG ARM PARTH MAX, testa laureata di Lucio Vero verso destra con corazza e paludamentum;              | TRP VIII IMP IIII COS II, Lucio Vero a cavallo calpesta un armeno, a seguire un legionario romano con uno stendardo. | coniato nel 167 dopo la possibile occupazione romana dell'Armenia;              | 37 mm, 51.20 gr;                            | Gnecchi pl.72, 5.                                                                      |

#### Campagne militari lungo il fronte settentrionale (167-180)
Nel 166/167, avvenne il primo scontro lungo le frontiere della Pannonia, ad opera di poche bande di predoni longobardi e osii, che, grazie al pronto intervento delle truppe di confine, furono prontamente respinte. La pace stipulata con le limitrofe popolazioni germaniche a nord del Danubio fu gestita direttamente dagli stessi imperatori, Marco Aurelio e Lucio Vero, ormai diffidenti nei confronti dei barbari aggressori e recatisi per questi motivi fino nella lontana Carnuntum (nel 168). La morte prematura del fratello Lucio (nel 169 poco distante da Aquileia), ed il venir meno ai patti da parte dei barbari (molti dei quali erano stati "clienti" fin dall'epoca di Tiberio), portò una massa mai vista prima d'allora, a riversarsi in modo devastante nell'Italia settentrionale fin sotto le mura di Aquileia, il cuore della Venetia. Enorme fu l'impressione provocata: era dai tempi di Mario che una popolazione barbarica non assediava dei centri del nord Italia.
Si racconta che Marco Aurelio combatté una lunga ed estenuante guerra contro le popolazioni barbariche, prima respingendole e "ripulendo" i territori della Gallia cisalpina, Norico e Rezia (170-171), poi contrattaccando con una massiccia offensiva in territorio germanico, che richiese diversi anni di scontri, fino al 175. Questi avvenimenti costrinsero lo stesso imperatore a risiedere per numerosi anni lungo il fronte pannonico, senza mai far ritorno a Roma. La tregua apparentemente sottoscritta con queste popolazioni, in particolare Marcomanni, Quadi e Iazigi, durò però solo un paio d'anni. Alla fine del 178 l'imperatore Marco Aurelio era costretto a fare ritorno nel castrum di Brigetio da dove, nella successiva primavera del 179, fu condotta l'ultima campagna. La morte dell'imperatore romano nel 180 pose presto fine ai piani espansionistici romani e determinò l'abbandono dei territori occupati della Marcomannia e la stipula di nuovi trattati con le popolazioni "clienti" a nord-est del medio Danubio.
| Campagne militari settentrionali | Campagne militari settentrionali | Campagne militari settentrionali                                                                              | Campagne militari settentrionali | Campagne militari settentrionali | Campagne militari settentrionali | Campagne militari settentrionali                                                                |
| Immagine                         | Valore                           | Dritto | Rovescio | Datazione | Peso; diametro                   | Catalogazione                                                                                   |
| -------------------------------- | -------------------------------- | --- | --- | --- | -------------------------------- | ----------------------------------------------------------------------------------------------- |
|                                  | aureo                            | M ANTONINVS AVG ARM PARTH MAX, testa laureata verso destra di Marco Aurelio con corazza e paludamentum;       | TR P XXI IMP IIII COS III, la Vittoria che avanza verso sinistra, tiene una corona ed un ramo di palma.                                          | 167; potrebbe trattarsi del primo episodio di sfondamento del limes danubiano, a cui parteciparono 6.000 tra Longobardi e Osii, oppure della fine delle campagne partiche di Lucio Vero. | 20 mm, 7.27 gr, 11 h;            | RIC Marcus Aurelius, III 174; MIR 18, 149-2/37; Calicó 1995.                                    |
|                                  | sesterzio                        | M ANTONINVS AVG TR P XXIIII, testa laureata verso destra di Marco Aurelio;                                    | Profectio di Marco Aurelio a cavallo, con in mano una lancia, che avanza verso destra, preceduto da un soldato romano e seguito da tre.          | 170 | 29 mm, 25.04 gr;                 | RIC Marcus Aurelius, III 977; MIR 18, 191-6/30; Cohen 502.                                      |
|                                  | sesterzio                        | M ANTONINVS AVG TR P XXVI, testa laureata verso destra di Marco Aurelio;                                      | GERMANIA SVBACTA IMP VI COS III S C, la Germania seduta sulla destra ai piedi di un trofeo.                                                      | 172/173 | 28 mm, 22.64 gr;                 | RIC Marcus Aurelius, III, 1054.                                                                 |
|                                  | sesterzio                        | M ANTONINVS AVG TR P XXVII, testa laureata verso destra di Marco Aurelio;                                     | VICT / GERMA / IMP.VI / COS III / S C, iscrizione su quattro righe all'interno di una ghirlanda.                                                 | 172/173 | Orichalcum, 29.14 gr 12 h;       | RIC Marcus Aurelius, III, 1090; BMC 1455; Cohen 995.                                            |
|                                  | aureo                            | M ANTONINVS AVG GERM SARM, testa laureata verso destra di Marco Aurelio con corazza e paludamentum;           | TR P XXX IMP VIII COS III, la Felicitas in piedi verso sinistra, tiene in mano un caduceo ed uno scettro.                                        | 176; potrebbe celebrare la fine delle ostilità della prima fase (prima expeditio germanica) lungo il limes danubiano.                                                                    | 20 mm, 7.33 g, 12 h;             | RIC Marcus Aurelius, III 357 corr. (no P P); MIR 18, 322-2/35; Calicó 2017; BMCRE 674; Cohen -. |
|                                  | sesterzio                        | M ANTONINVS AVG GERM SARM TR P XXXI, testa laureata a destra, busto con corazza e drappeggi di Marco Aurelio; | IMP VIII COS III P P, trofeo con le armi delle popolazioni germaniche sottomesse e la scritta sotto DE GERMANIS.                                 | coniato nel 177 dopo il trionfo del 176 e la vittoria sui Germani (Marcomanni e Quadi);                                                                                                  | 31 mm, 28.62 gr;                 | RIC Marcus Aurelius, III, 1184; MIR 18, 370-6/37; Banti 64.                                     |
|                                  | aureo                            | IMP L AUREL COMMODUS AVG GERM SARM, testa laureata a destra di Commodo, busto con corazza e drappeggi;        | TR P II COS P P, trofeo con le armi delle popolazioni germaniche sottomesse e la scritta sotto DE GERM.                                          | coniato nel 177 dopo il trionfo del 176 e la vittoria sui Germani (Marcomanni e Quadi);                                                                                                  | 7.21 gr, 6 h;                    | RIC Commodus, III 633 (M.Aurelius); MIR 18, 396-12/37; Calicó 2236.                             |
|                                  | dupondio Æ                       | M ANTONINVS AVG GERM SARM TR P XXXI, testa con corona radiata verso destra di Marco Aurelio;                  | IMP VIII COS III PP, seduti due prigionieri sarmati Iazigi (un uomo ed una donna) legati ad un torfeo al centro; S C ai lati, in esergo DE SARM. | 177; trattasi dell'inizio della seconda fase delle ostilità (secunda expeditio germanica).                                                                                               | 24 mm, 12.28 gr, 11 h;           | RIC Marcus Aurelius, III 1188.                                                                  |

#### Disposizioni amministrative, fiscali econgiaria
L'Imperatore Marco Aurelio donò un congiarium al popolo, quando diede al figlio Commodo la toga virile nel 175. Due anni più tardi nel 177, quando associò al trono il figlio, attribunedogli la tribunicia potestas, organizzò un nuovo congiarium con spettacoli gladiatori. Il figlio Commodo distribuì un nuovo congiarium al popolo di ben 725 denarii durante il suo regno (180-192).
| Congiaria e annona | Congiaria e annona | Congiaria e annona                                                                 | Congiaria e annona | Congiaria e annona | Congiaria e annona | Congiaria e annona                                                  |
| Immagine           | Valore             | Dritto                                                                             | Rovescio | Datazione          | Peso; diametro     | Catalogazione                                                       |
| ------------------ | ------------------ | ---------------------------------------------------------------------------------- | --- | ------------------ | ------------------ | ------------------------------------------------------------------- |
|                    | denario            | M ANTONINVS AVG Armeniacus, testa laureata di Marco Aurelio verso destra;          | PM TR P XIX IMP III COS III, l'Annona in piedi verso sinistra, tiene una cornucopia e due spighe di grano sopra un modio; una prua ai piedi sulla destra. | coniato nel 165;   | 3.43 gr;           | RIC Marcus Aurelius, 142; BMCRE 371; RSC 484.                       |
|                    | Æ Sesterzio        | M ANTONINVS AVG GERM SARM TR P XXXI, testa laureata di Marco Aurelio verso destra; | IMP VIII COS III, S C ai lati, Marco Aurelio e Commodo seduti sulla sinistra su una piattaforma, ognuno tende la mano destra, la Liberalitas in piedi davanti a loro tiene un abaco ed una cornucopia, un ufficiale alle spalle dei due Imperatori; un cittadino in piedi che sale le scale con la toga; LIBERALITAS AUG VII in esergo. | coniato nel 177;   | 32 mm, 25.56 gr;   | RIC Marcus Aurelius, 1208; MIR 18, 380-6/30; BMCRE 1606; Cohen 424. |
|                    | Æ Sesterzio        | IMP CAES L AUREL COM-MODUS GERM SARM, testa laureata di Commodo verso destra;      | TR P II COS, S C ai lati, Marco Aurelio e Commodo seduti sulla sinistra su una piattaforma, ognuno tende la mano destra, la Liberalitas in piedi davanti a loro tiene un abaco ed una cornucopia, un ufficiale alle spalle dei due Imperatori; un cittadino in piedi che sale le scale con la toga; LIBERALITAS AUG in esergo.          | coniato nel 177;   | 21.36 gr;          | RIC Commodus, III 1558 (Marcus Aurelius).                           |

## Commodo

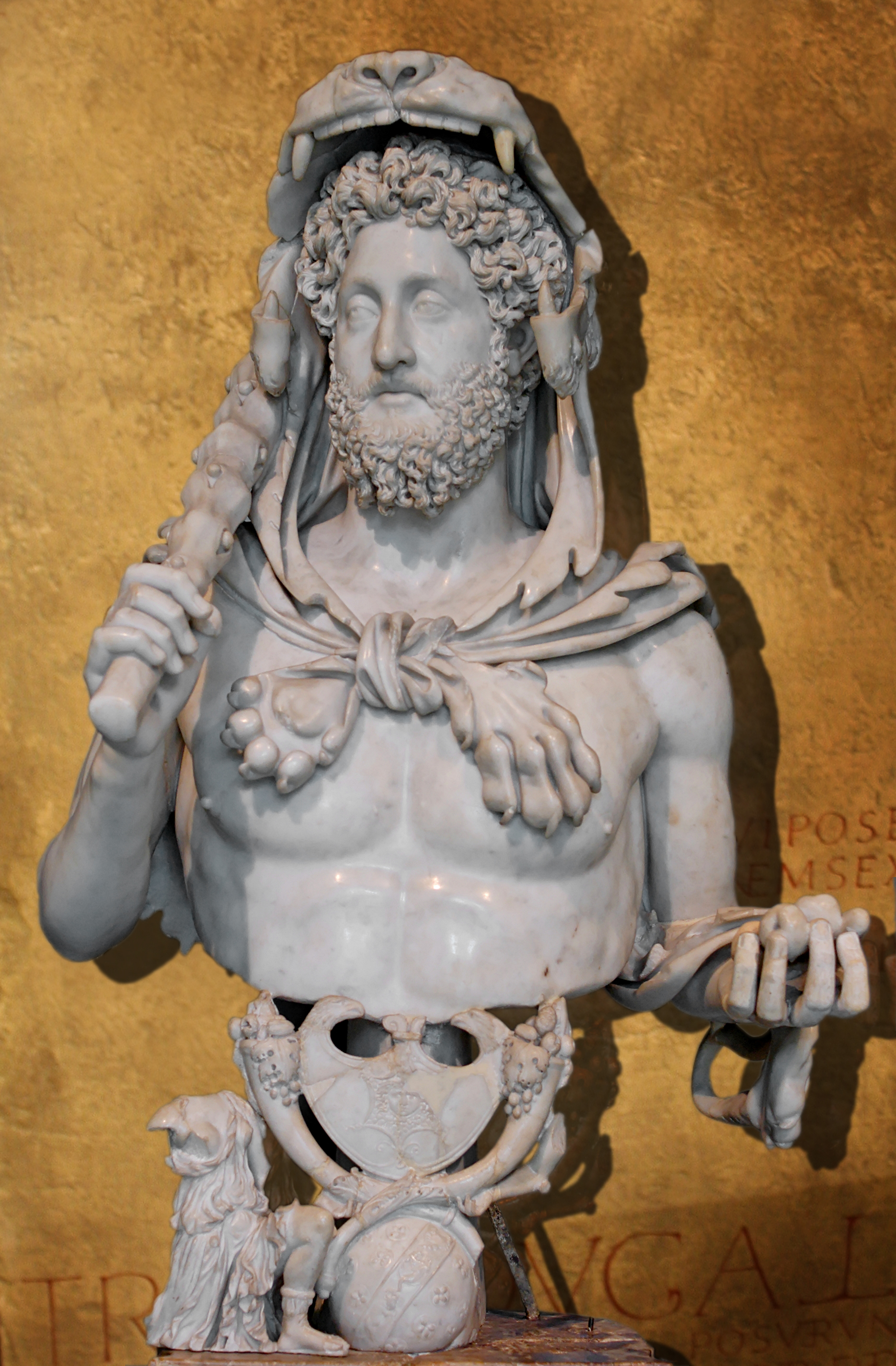
Commodo, quarto princeps della dinastia degli Antonini.

Il figlio di Marco Aurelio, incrinò l'equilibrio istituzionale raggiunto e con il suo atteggiamento dispotico favorì il malcontento delle province e dell'aristocrazia. Il suo assassinio diede il via ad un periodo di guerre civili che portarono ad un periodo di relativa stabilità sotto la dinastia dei Severi (193-235).
L'ultimo periodo della pax romana può essere considerata l'età più felice dell'impero romano: tramite la politica di pace instaurata e la prosperità derivatane. Il governo imperiale attirò consensi unanimi, tanto che Nerva ed i suoi successori sono anche noti come i "cinque buoni imperatori". Lo sviluppo economico e la coesione politica ed ideale, raggiunta anche per l'adesione delle classi colte ellenistiche, che contraddistinsero il secondo secolo, non devono, comunque, trarre in inganno, in quanto da lì a poco l'impero comincerà a mostrare i primi sintomi della decadenza.
| Titolatura imperiale  | Numero di volte | Datazione evento |
| --------------------- | --------------- | --- |
| Tribunicia potestas   | 18 anni:        | la prima volta (I) dalla fine del 176, una seconda volta a metà del 177 e poi rinnovata annualmente al 10 dicembre di ogni anno.            |
| Consolato             | 7 volte:        | nel 177, 179, 181, 183, 186, 190 e 192. |
| Titoli vittoriosi     |                 | Germanicus il 15 ottobre del 172, Sarmaticus nel 175, Germanicus Maximus nel 182, Britannicus Maximus nel 184.                              |
| Salutatio imperatoria | 8 volte:        | I (al momento della assunzione del potere imperiale) nel 176, (II) nel 177, (III) 179, (IV) 180, (V) 182, (VI) 183, (VII) 184 e (VIII) 186. |
| Altri titoli          |                 | Pater Patriae e Pontifex Maximus nel 180; Pius nel 182; Felix nel 185.                                                                      |

### Tematiche principali

#### Famiglia imperiale
Di importanza notevole sono poi le monete, aurei e denari che celebrano il padre appena scomparso (DIVUS MARCUS).
| Divo Marco | Divo Marco  | Divo Marco                                                                    | Divo Marco | Divo Marco | Divo Marco                             | Divo Marco                                                                             |
| Immagine   | Valore      | Dritto                                                                        | Rovescio | Datazione  | Peso; diametro                         | Catalogazione                                                                          |
| ---------- | ----------- | ----------------------------------------------------------------------------- | --- | ---------- | -------------------------------------- | -------------------------------------------------------------------------------------- |
|            | Æ Sesterzio | DIVUS M ANTONINUS PIUS, testa di Marco Aurelio verso destra, ora divinizzato; | CONSECRATIO, S C in esergo, statua di Marco Aurelio seduta verso destra, su uno sgabello ornato, e tiene un lungo scettro nella mano destra, mentre alza la sinistra, all'interno di una portantina a tre colonne posta sopra quattro elefanti, ognuno guidato da un addestratore con il suo bastone. | 180        | 22.68 gr, 12 h;                        | RIC RIC III 661 (Commodus); MIR18, 488-6/10; Banti 52; BMCRE 397 (Commodus); Cohen 95. |
|            | Æ Sesterzio | DIVUS M ANTONINUS PIUS, testa di Marco Aurelio verso destra, ora divinizzato; | CONSECRATIO, una pira funeraria con quattro piani, ornati con statue e ghirlande, sormontata da una statua di Marco Aurelio su una quadriga. | 180        | 29.23 gr, 11 h (zecca di Roma antica); | RIC III 662 (Commodus); MIR 18, 487-6/10; Banti 53.                                    |

#### Campagne militari:Sarmatia e Marcomannia, Britannia
L'offensiva da parte di Commodo in terra sarmata continuò (estate del 180). Neppure la morte dell'imperatore ritardò la progettata spedizione nella piana del Tisza. I Sarmati Iazigi (nuova expeditio sarmatica), i suebi Buri ("expeditio Burica"), i germani Vandali ed i Daci liberi, furono battuti più volte negli anni successivi. Commodo, che aveva deciso di abbandonare il teatro delle operazioni militari nell'ottobre del 180, contro il parere del cognato Claudio Pompeiano, lasciò che fossero i suoi generali (come Pescennio Nigro, Clodio Albino, il figlio di Tigidio Perenne e Valerio Massimiano per citarne alcuni) a portare a termine le operazioni di guerra, che sembra durarono fino ad almeno il 182.
Per queste vittorie Commodo ricevette una quarta ed una quinta acclamazione imperiale oltre al titolo onorifico di Germanicus et Sarmaticus Maximus e, probabilmente, decise l'inizio dei lavori della famosa Colonna di piazza Colonna a Roma per onorare il padre appena scomparso (ma forse era già stata iniziata nel 176 dopo aver celebrato il trionfo). Ed i lavori terminarono dopo una decina d'anni, poco prima della sua morte.
| Campagne militari in Sarmazia e Marcomannia | Campagne militari in Sarmazia e Marcomannia | Campagne militari in Sarmazia e Marcomannia                                                         | Campagne militari in Sarmazia e Marcomannia                                                                                     | Campagne militari in Sarmazia e Marcomannia | Campagne militari in Sarmazia e Marcomannia | Campagne militari in Sarmazia e Marcomannia           |
| Immagine                                    | Valore                                      | Dritto                                                                                              | Rovescio | Datazione | Peso; diametro                              | Catalogazione                                         |
| ------------------------------------------- | ------------------------------------------- | --------------------------------------------------------------------------------------------------- | --- | --- | ------------------------------------------- | ----------------------------------------------------- |
|                                             | Æ asse                                      | M COMMODVS ANTONINVS AVG, testa laureata di Commodo verso destra, busto con drappeggio e corazza;   | TR P VI IMP IIII COS III P.P, Commodo su una quadriga trionfale verso sinistra, tiene uno scettro con un'aquila; in esergo S C. | 181, Commodo viene acclamato imperator per la quarta volta, al termine della campagna militare in terra sarmatica del 180.                                                                  | 10.81 g, 6 h;                               | RIC III 319a; MIR 18, 499-9/30; BMCRE 469; Cohen 814. |
|                                             | denario                                     | M COMMODVS ANTONINUS AVG, testa laureata di Commodo verso destra;                                   | TR P VII IMP V COS III P P, Marte nudo che avanza verso destra, tiene una lancia di traverso e un trofeo sulla spalla sinistra. | 182, Marte che avanza rappresenta la forza militare di Roma che attacca i barbari, in Sarmazia (più probabile) o in Britannia.                                                              | 19 mm, 3.65 gr, 12 h;                       | RIC III 42; MIR 18, 551-4/30; BMCRE 92; RSC 842.      |
|                                             | sesterzio                                   | M COMMODVS ANTONINVS AVG, testa laureata di Commodo verso destra, busto con drappeggio e corazza;   | TR P VI IMP VI COS IV P.P, Commodo su una quadriga trionfale verso sinistra, tiene uno scettro con un'aquila; in esergo S C.    | 183, Commodo viene acclamato imperator per la sesta volta, al termine della campagna militare in terra sarmatica del 182 o in Britannia.                                                    | 10.81 g, 6 h;                               | RIC III 376; MIR 18, 564-6/30; Banti 471.             |
|                                             | medaglione                                  | IMP COMMODVS AVG PIVS FELI, testa laureata di Commodo verso destra, busto con drappeggio e corazza; | PM TR P XV IMP VIII, Commodo su una quadriga trionfale verso sinistra, tiene uno scettro con un'aquila; in esergo COS VI P.P.   | 190, Commodo potrebbe aver trionfato per la terza volta contro le popolazioni di Sarmati e Germani (Quadi e Marcomanni), come la Historia Augusta ci racconta (tertia expeditio germanica). | 40 mm, 35.95 g;                             | Gnecchi 104, pl. 85, 2; Grueber p. 27, 31.            |

Attorno al 181 il vallo di Adriano in Britannia subì pesanti attacchi da parte dei Pitti, tanto che il governatore cadde in battaglia. Cassio Dione Cocceiano descrive l'evento come il più difficile dell'intero regno di Commodo. Il nuovo governatore, Ulpio Marcello, inviato quello stesso anno, dovette combattere per tre lunghi anni fino a quando, al termine del 184 riuscì a battere definitivamente le tribù ribelli del nord della Scozia ed ottenere la pace, turbata però da un ammutinamento delle sue truppe, che avevano eletto come nuovo governatore un certo Prisco, che però rifiutò l'incarico.
Le armate romane della Britannia inviarono allora a Commodo una delegazione in cui si richiedeva l'esecuzione di Tigidio Perenne, prefetto del Pretorio, che in passato aveva loro fatto dei torti. Commodo acconsentì ma non riuscì a fermare l'ammutinamento. Venne così inviato il futuro imperatore Pertinace, il quale alla fine ottenne la resa dei capi della rivolta e riportò l'ordine nelle armate della provincia.
| Campagne militari in Britannia | Campagne militari in Britannia | Campagne militari in Britannia                                                | Campagne militari in Britannia | Campagne militari in Britannia                                       | Campagne militari in Britannia | Campagne militari in Britannia                                   |
| Immagine                       | Valore                         | Dritto                                                                        | Rovescio | Datazione                                                            | Peso; diametro                 | Catalogazione                                                    |
| ------------------------------ | ------------------------------ | ----------------------------------------------------------------------------- | --- | -------------------------------------------------------------------- | ------------------------------ | ---------------------------------------------------------------- |
|                                | Æ Sesterzio                    | M COMMODVS ANTON AVG PIVS BRIT, testa laureata di Commodo verso destra;       | P M TR P X IMP VII COS IIII P P S-C; VICT BRIT in esergo, la Vittoria seduta verso destra su uno scudo, sta per scrivere su uno scudo appoggiato sulle gambe.                                                                                                   | 185                                                                  | 26.22 gr, 1 h;                 | RIC Commodus, III 452; MIR 18, 665-6/30; BMCRE 560; Cohen 946.   |
|                                | Æ Sesterzio                    | M COMMODVS ANT P(ius) Felix AVG BRIT, testa laureata di Commodo verso destra; | P M TR P XI IMP VII COS V P P, ai lati S-C; FID(es) EXERCIT(um) in esergo, Commodo in piedi sulla sinistra su un podio, tiene uno scettro ai suoi piedi tre soldati con elmi e scudi e le aquile legionarie, l'ultimo a sinistra anche con una spada sguainata. | 186, la rivolta delle legioni della Britannia è sedata da Pertinace; | 18 mm, 23.85 gr, 1 h;          | RIC Commodus, III, 468a; MIR 18, 688-6/30; BMCRE 577; Cohen 134. |

#### Spettacoli gladiatori dell'Ercole romano
Commodo aveva la passione per i combattimenti gladiatori e quelli contro le bestie, al punto da scendere egli stesso nell'arena vestito da gladiatore, come l'Ercole romano. Questo era considerato scandaloso dal popolo di Roma, che considerava i gladiatori al rango più basso della scala sociale. Ereditò la passione dalla madre: una leggenda priva di fondamento voleva che non fosse figlio di Marco Aurelio ma di un gladiatore.
| Spettacoli gladiatori dell'Ercole romano | Spettacoli gladiatori dell'Ercole romano | Spettacoli gladiatori dell'Ercole romano                                                | Spettacoli gladiatori dell'Ercole romano                                                  | Spettacoli gladiatori dell'Ercole romano | Spettacoli gladiatori dell'Ercole romano    | Spettacoli gladiatori dell'Ercole romano          |
| Immagine                                 | Valore                                   | Dritto                                                                                  | Rovescio                                                                                  | Datazione                                | Peso; diametro                              | Catalogazione                                     |
| ---------------------------------------- | ---------------------------------------- | --------------------------------------------------------------------------------------- | ----------------------------------------------------------------------------------------- | ---------------------------------------- | ------------------------------------------- | ------------------------------------------------- |
|                                          | denario                                  | L AEL AVREL CO MM AVG P(ius) FEL(ix), testa di Commodo verso destra con testa di leone; | HER CVL / RO MAN /AV GV su tre linee divise da una mazza; tutto circondato da una corona. | 191/192                                  | 17 mm, 2.90 gr, 6 h (zecca di Roma antica); | RIC Commodus, III 251; MIR 18, 853-4/72; RSC 190. |

#### Celebrazione dellaFelicitase dellaProvidentia
Nella religione romana, la Felicitas era una divinità dell'abbondanza, della ricchezza e del successo e presiedeva alla buona sorte; la Providentia era la divinità che sapeva prevedere e provvedere. Il significato che acquista nella monetazione commodiana era di augurio al nuovo imperatore perché fosse in grado di garantire e fornire adeguati benefici per il futuro al Populus Romanus intero, secondo quanto gli aveva insegnato il padre, Marco, l'Imperatore filosofo.
| Celebrazione della Felicitas e della Providentia | Celebrazione della Felicitas e della Providentia | Celebrazione della Felicitas e della Providentia                              | Celebrazione della Felicitas e della Providentia | Celebrazione della Felicitas e della Providentia | Celebrazione della Felicitas e della Providentia | Celebrazione della Felicitas e della Providentia             |
| Immagine                                         | Valore                                           | Dritto                                                                        | Rovescio | Datazione                                        | Peso; diametro                                   | Catalogazione                                                |
| ------------------------------------------------ | ------------------------------------------------ | ----------------------------------------------------------------------------- | --- | ------------------------------------------------ | ------------------------------------------------ | ------------------------------------------------------------ |
|                                                  | Æ Sesterzio                                      | M COMM ANT P(ius) FEL(ix) AVG BRIT, testa laureata di Commodo verso destra;   | PM TR P XIII IMP VIII COS V P P, un Genio nudo in piedi verso destra, tiene una patera e spieghe di grano. | 188                                              | 18 mm, 3.46 gr, 12 h (zecca di Roma antica);     | RIC Commodus, III 167; MIR 18, 743-4/30; BMCRE 245; RSC 532. |
|                                                  | Æ Sesterzio                                      | L AEL AVREL CO MM AVG P(ius) FEL(ix), testa laureata di Commodo verso destra; | PROVID ENTIAE AVG, l'Africa in piedi verso destra, indossa una pelle di elefante ed un leone ai piedi sulla destra, tiene un sistro e dona una spiga di grano ad Ercole in piedi verso sinistra, il quale ha il piede destro sulla prora di una nave e tiene una mazza appoggiata a delle rocce; S C in esergo. | 192                                              | 34 mm, 27.77 gr, 1 h (zecca di Roma antica);     | RIC Commodus, III 641; MIR 18, 861-6/30; Banti 355.          |